# Jed Graef
Jed Graef (Montclair (Nueva Jersey), Estados Unidos, 1 de mayo de 1942) es un nadador estadounidense retirado especializado en pruebas de estilo espalda, donde consiguió ser campeón olímpico en 1964 en los 200 metros.
Graef creció en Verona, Nueva Jersey y aprendió el estilo espalda mientras competía con el equipo natación del YMCA de Montclair. Él asistió Universidad de Princeton, donde él fue el capitán del equipo natación de los Princeton en 1964. 
Graef se defendió su tesis doctoral en psicología y es considerado como una autoridad prominente de psicología deportiva.

## Carrera deportiva
En los Juegos Olímpicos de Tokio 1964 ganó la medalla de oro en los 200 metros estilo espalda, con un tiempo de 2:10.3 segundos que fue récord del mundo, por delante de los también estadounidenses Gary Dilley y Bob Bennett (bronce con 2:13.1 segundos).